# 山下博章
山下 博章（やました ひろあき、1898年 ‐ 1943年12月5日）は、弁護士、法学者。日本大学教授を務めた。岡山県生まれ。1918年日本大学法律科卒。1921年から1924年までドイツ留学し、その後日本大学教授。息子は中国哲学者・山下龍二。

## 著書
- 『物権法論』文精社 1926
- 『担保物権法論』巌松堂書店 1928
- 『民法講義 総則』有斐閣 1929
- 『物権法概要』有斐閣 1931
- 『如是我読大学』日章塾 1934